# نجد القرية (العدين)

تعديل مصدري - تعديل

نجد القرية محلة تابعة لقرية بني عمر، التابعة لعزلة بني عبد الله بمديرية العدين إحدى مديريات محافظة إب في الجمهورية اليمنية، بلغ تعداد سكانها 147 حسب تعداد اليمن لعام 2004.